# DSM (empresa)
Royal DSM, comumente conhecida como DSM, que é o acrônimo de Dutch State Mines, foi uma corporação multinacional holandesa que atuou nas áreas de saúde, nutrição e materiais. Em maio de 2023, ela se fundiu com a suíça Firmenich para formar a DSM-Firmenich.

## História
A DSM foi criada pelo estado holandês em 1902 para extrair reservas de carvão no sul de Limburg e, embora a empresa tenha se diversificado em produtos químicos e petroquímicos em 1973, quando a última mina foi fechada, a DSM mantém um vínculo com suas origens, continuando a usar as iniciais, originalmente uma abreviação de Dutch State Mines.
Nos primeiros anos deste século, a DSM decidiu vender seus negócios petroquímicos para transformar-se em uma empresa dedicada à química de especialidade. A aquisição global dos negócios de vitaminas e produtos químicos da Roche em 2003 constituiu uma importante etapa em direção à consolidação dessa estratégia. Com essa aquisição, a DSM se tornou líder na América Latina em Nutrição Humana e Animal, atuando em toda a região, desde o México até a Argentina. Os negócios de elastômeros, no mundo inteiro, foram vendidos no final de 2010, parte do programa Accelerated Vision 2010.
Nos últimos anos, a DSM realizou diversas aquisições de empresas na área de Ciências da Vida e de Materiais em todo o mundo. Muitas dessas aquisições produziram impactos diretos na presença da DSM na América Latina. Algumas empresas como a Ocean Nutrition e Fortitech tinham unidades em diferentes países, as quais foram integradas à DSM, tornando sua presença ainda mais forte nessa região. Em 2013, a aquisição da Tortuga, uma empresa familiar brasileira, a tornou líder no mercado em suplementos nutricionais para gado de leite e corte, especificamente importante na região considerando seu tamanho, sinergia com nossa área de Nutrição Animal e potencial de tornar-se um negócio global.
Na América Latina, as atividades iniciais da DSM remontam à década de 1980. No Sul do Brasil, a empresa primeiramente adquiriu uma unidade de elastômeros para atender a indústria automobilística no Brasil e exterior. Nessa primeira etapa, a DSM era uma importadora com um escritório de representação para matérias-primas. À medida que o tempo passou, a DSM também evoluiu e procurou por atividades mais conectadas às ideias para o futuro, inspirada pelo pensamento de Brighter Science, Brightern Living.

## Negócios

### Nutrição Animal
A DSM é uma das pioneiras na produção de ingredientes para rações animais e é atualmente uma das líderes no fornecimento de vitaminas, carotenoides, eubióticos e enzimas alimentares para a indústria global de rações. A companhia atua no segmento de nutrição para aves, suínos, bovinos, equinos, pets e peixes.

### Nutrição Humana
A DSM é uma das únicas fabricantes integradas de pré-misturas, vitaminas e nutracêuticos capaz de criar formulações para a indústria de alimentos. Muitas das vitaminas encontradas em leites em pó, margarinas, entre outros alimentos é comercializada pela companhia em nível global. Além disso, o grupo comercializa vitaminas para medicamentos, tendo como clientes alguns dos grandes laboratórios globais.

### Cuidados Pessoais
A companhia também é uma das líderes mundiais no fornecimento de vitaminas para a indústria de cuidados pessoais e cosméticos, estando entre as  principais  indústria em princípios ativos para emulsificantes, filtros UV e cuidado com a pele. A unidade de negócio atende à indústria de cosméticos de maneira global com a recém lançada  linha de produtos TILAMAR®,  paraEs cuidados com os cabelos.

### Ingredientes
Produz enzimas alimentícias, culturas, condimentos e outras especialidades para as indústrias de alimentos e bebidas. Os ingredientes da DSM contribuem para o sucesso de algumas das maiores marcas de alimentos do mundo nos segmentos de laticínios, pães, sucos de frutas, cerveja, vinhos e petiscos.